# Nowy Jork, czwarta rano
Nowy Jork, czwarta rano – polski film komediowy w reżyserii Krzysztofa Krauzego z 1988 roku. Pełnometrażowy debiut fabularny reżysera.
Zdjęcia zrealizowano w Bystrzycy Kłodzkiej i Piotrkowie Trybunalskim (areszt śledczy przy ul. Wojska Polskiego 24).

## Fabuła
Senne, prowincjonalne miasteczko, w którym jest tylko jeden bar „Błysk”. Gdyby nie pobliskie więzienie, byłoby zapomniane dla świata. A tak przybywają goście. W barze pracuje Agnieszka i marzy o Nowym Jorku. W dziewczynie kochają się Krzysiek i Józek. Józek mówi jej o milicyjnej furgonetce przewożącej pieniądze.

## Obsada
- Anna Wojton - Agnieszka
- Ryszard Mróz - Krzysztof
- Janusz Józefowicz - Józef Polański
- Gustaw Lutkiewicz - Gren
- Katarzyna Śmiechowicz - milicjantka
- Krzysztof Kowalewski - Cieślak
- Władysław Dewoyno - Zawadzki
- Ewa Frąckiewicz - kobieta w barze
- Piotr Machalica - Wacek
- Eugeniusz Wałaszek